# Хорчин – Правий Середній стяг
45°03′25″ пн. ш. 121°28′07″ сх. д. / 45.05681° пн. ш. 121.46866° сх. д.
Хорчин – Правий Середній стяг (кит. 科尔沁右翼中旗, пін. Kē'ĕrqìn Yòuyì Zhōngqí) — один із повітів КНР у складі префектури Хінган, Внутрішня Монголія. Адміністративний центр — містечко Баян-Хушу.

## Географія
Хорчин – Правий Середній стяг лежить на висоті понад 250 метрів над рівнем моря, у передгір'ях Великого Хінгану.

### Клімат
Хошун знаходиться у зоні, котра характеризується вологим континентальним кліматом зі спекотним літом. Найтепліший місяць — липень із середньою температурою 23,8 °C. Найхолодніший місяць — січень, із середньою температурою -12,7 °С.
| Клімат хошуну Хорчин – Правий Середній стяг | Клімат хошуну Хорчин – Правий Середній стяг | Клімат хошуну Хорчин – Правий Середній стяг | Клімат хошуну Хорчин – Правий Середній стяг | Клімат хошуну Хорчин – Правий Середній стяг | Клімат хошуну Хорчин – Правий Середній стяг | Клімат хошуну Хорчин – Правий Середній стяг | Клімат хошуну Хорчин – Правий Середній стяг | Клімат хошуну Хорчин – Правий Середній стяг | Клімат хошуну Хорчин – Правий Середній стяг | Клімат хошуну Хорчин – Правий Середній стяг | Клімат хошуну Хорчин – Правий Середній стяг | Клімат хошуну Хорчин – Правий Середній стяг | Клімат хошуну Хорчин – Правий Середній стяг |
| Показник                                    | Січ.                                        | Лют.                                        | Бер.                                        | Квіт.                                       | Трав.                                       | Черв.                                       | Лип.                                        | Серп.                                       | Вер.                                        | Жовт.                                       | Лист.                                       | Груд.                                       | Рік                                         |
| Середній максимум, °C                       | −7,5                                        | −2,5                                        | 5,2                                         | 15,7                                        | 23,2                                        | 27,6                                        | 29                                          | 28,2                                        | 22,8                                        | 14,1                                        | 2,2                                         | −5,6                                        | 12,7                                        |
| Середня температура, °C                     | −12,7                                       | −8,6                                        | −1,3                                        | 8,9                                         | 16,6                                        | 21,7                                        | 23,8                                        | 22,4                                        | 16,1                                        | 7,6                                         | −3,3                                        | −10,6                                       | 6,7                                         |
| Середній мінімум, °C                        | −16,8                                       | −13,3                                       | −6,9                                        | 2,6                                         | 10,0                                        | 15,9                                        | 19,0                                        | 17,4                                        | 10,3                                        | 2,1                                         | −7,8                                        | −14,5                                       | 1,5                                         |
| Норма опадів, мм                            | 1                                           | 1.7                                         | 5.6                                         | 14.4                                        | 30                                          | 64.4                                        | 128.7                                       | 72.8                                        | 25.1                                        | 12                                          | 3.8                                         | 2.3                                         | 361.8                                       |
| Вологість повітря, %                        | 44                                          | 39                                          | 37                                          | 34                                          | 38                                          | 54                                          | 68                                          | 66                                          | 54                                          | 45                                          | 45                                          | 47                                          | 47.6                                        |
| ------------------------------------------- | ------------------------------------------- | ------------------------------------------- | ------------------------------------------- | ------------------------------------------- | ------------------------------------------- | ------------------------------------------- | ------------------------------------------- | ------------------------------------------- | ------------------------------------------- | ------------------------------------------- | ------------------------------------------- | ------------------------------------------- | ------------------------------------------- |
| Джерело: data.cma.cn                        |                                             |                                             |                                             |                                             |                                             |                                             |                                             |                                             |                                             |                                             |                                             |                                             |                                             |